# Hiệp khách hành (phim truyền hình 2002)
Hiệp khách hành là một bộ phim truyền hình Trung Quốc chuyển thể từ tiểu thuyết cùng tên của Kim Dung. Bộ phim lần đầu được phát sóng trên NMTV tại Trung Quốc vào năm 2002.

## Diễn viên

### Thạch gia
| Diễn viên       | Vai diễn         | Quan hệ                                                           |
| Ngô Kiện        | Thạch Phá Thiên  | Huynh đệ của Thạch Trung Ngọc Con trai của Thạch Thanh và Mẫn Nhu |
| Ngô Kiện        | Thạch Trung Ngọc | Huynh đệ của Thạch Phá Thiên Con trai của Thạch Thanh và Mẫn Nhu  |
| Cơ Kỳ Lân       | Thạch Thanh      |                                                                   |
| Hàn Nguyệt Kiều | Mẫn Nhu          |                                                                   |

### Đinh gia
| Diễn viên     | Vai diễn     | Quan hệ/Vai trò                                |
| Châu Lị       | Đinh Đang    | Đinh Đinh Đang Đang cháu gái Đinh Bất Tam      |
| Tô Đình Thạch | Đinh Bất Tam | Nhất nhật bất quá tam ông nội của Đinh Bất Tam |
| Lý Tiểu Ba    | Đinh Bất Tứ  |                                                |

### Trường Lạc Bang
| Diễn viên      | Vai diễn       | Quan hệ/Vai trò          |
| Đồng Hựu Huân  | Bối Hải Thạch  | Bang chủ bang Trường Lạc |
| Đặng Gia Giai  | Thị Kiếm       | Nữ cung chủ              |
| Lý Trung Lâm   | Mễ Hoành Dã    |                          |
| Ngô Mạnh Giang | Trần Xung Chi  |                          |
| Đàm Kiến Xương | Triển Phi      |                          |
| Lý Tông Cường  | Khâu Sơn Phong |                          |

### Tuyết Sơn phái
| Diễn viên          | Vai diễn       | Quan hệ/Vai trò                                                                                |
| Chương Diễm Mẫn    | Bạch A Tú      | Con gái Bạch Vạn Kiếm                                                                          |
| Quách Quân         | Bạch Vạn Kiếm  | con trai Bạch Tự Tạ, đại đệ tử đời thứ 6, ngoại hiệu "Khí hàn tây bắc" của Tuyết Sơn song kiệt |
| Trương Quang Chính | Bạch Tự Tại    | Trưởng môn Tuyết Sơn phá, đại đệ tử đời thứ 5                                                  |
| Phạm Diễm Hoa      | Sử Tiểu Thúy   |                                                                                                |
| Hoàng Tinh Nhất    | Liêu Tự Lệ     | Đại đệ tử đời thứ 5                                                                            |
| Trương Hiểu Kỳ     | Lương Tự Tiến  | Đại đệ tử đời thứ 5                                                                            |
| Trương Phong Minh  | Thành Tự Học   | Đại đệ tử đời thứ 5                                                                            |
| Hứa Cửu Như        | Tề Tự Miễn     | Đại đệ tử đời thứ 5                                                                            |
| Trương Sơn         | Phong Vạn Lý   | Đại đệ tử đời thứ, ngoại hiệu “Phong hỏa thần long” của Tuyết Sơn song kiệt                    |
| Đan Liên Lệ        | Hoa Vạn Tử     | Đại đệ tử đời thứ 6                                                                            |
| Thịnh Ninh         | Cảnh Vạn Chung | Đại đệ tử đời thứ 6                                                                            |
| Tang Lâm           | Tôn Vạn Niên   | Đại đệ tử đời thứ 6                                                                            |

### Hiệp khách đảo
| Diễn viên       | Vai diễn     | Quan hệ／Vai trò            |
| Thiệu Vạn Lâm   | Long đảo chủ |                             |
| Thư Diệu Tuyên  | Mộc đảo chủ  |                             |
| Đồng Tiểu Hổ    | Trương Tam   | Thưởng thiện phạt ác sứ giả |
| Khổng Khánh Tam | Lý Tứ        | Thưởng thiện phạt ác sứ giả |

### Kỳ tha
| Diễn viên      | Vai diễn        | Quan hệ／Vai trò |
| Ba Đồ          | Tạ Yên Khách    |                  |
| Viên Hồng Khởi | Đại bi lão nhân |                  |
| Mã Quân Lặc    | Mai Phương Cô   |                  |